# Ameren
Ameren ist ein US-amerikanisches Unternehmen mit Firmensitz in St. Louis. Das Unternehmen ist im Aktienindex S&P 500 gelistet.
Ameren entstand am 31. Dezember 1997 durch eine Fusion der Unternehmen Missouri's Union Electric Company und des Unternehmens Central Illinois Public Service Company. Als Holdingunternehmen gehören unter anderem folgende Tochterunternehmen zu Ameren:
- AmerenUE, (ehemals Union Electric Company, 1997)
- AmerenCIPS, (ehemals Central Illinois Public Service Company, 1997)
- AmerenEnergy Resources, Holdingunternehmen, 2000
  - AmerenEnergy Marketing
  - AmerenEnergy Generating
- AmerenCILCO, (ehemals Central Illinois Light Company, 2003)
- AmerenIP, (ehemals Illinois Power Company, 2004)

Ameren betreibt unter anderem das Kernkraftwerk Callaway in Missouri.
Des Weiteren ist Ameren der Betreiber des Pumpspeicherwerkes Taum Sauk, dessen Oberbecken am 14. Dezember 2005 brach. AmerenUE betreibt zudem den Stausee Lake of the Ozarks in Missouri.